# Чжун Яо
Чжун Я́о (кит. трад. 鍾繇, пиньинь Zhōng Yáo; 151 — 230), иногда упоминаемый как Чжун Ю — китайский политик, каллиграф времен империи Хань и царства Вэй эпохи Троецарствия.

## Биография
Родился в 151 году в уезде Чаншэ округа Иньчуань провинции Юйчжоу (современный уезд Чангэ провинции Хэнань). Происходил из аристократического рода. Сын Чжун Ди, представителя местной знати. Получил хорошее образование. Впоследствии занимал высокие должности при Цао Цао и его сыне Цао Пэе, основавшем царство Вэй. В 226 году получил должность Великого наставника Вэй. Умер в 230 году.

## Творчество
Его учителем в каллиграфии считается Лю Дэшэн. Чжуна Ю называют «родоначальником стандартного письма» (正书之祖). При этом он был одинаково выдающимся мастером почерков «лишу» и «синши». Его творческие достижения стали результатом очень упорного труда. Согласно преданию, этап обучения каллиграфа занял 30 лет. С особой тщательностью он изучал произведения Цай Юна. Чжуну Ю приписывают авторство трех служебных записок, написанных стандартным письмом и сохранившихся в копиях. В наши дни эти произведения известны по копиям, помещенным в фундаментальной каллиграфической антологии XVIII века. «Саньситан фа е» (Собрание прописей из «Зала трех раритетов» императора Цянь-луна).
В творчестве Чжун Ю новации ханьских мастеров нашли завершенность, открыли перед традицией новые перспективы развития. Стиль Чжун Ю, соединявший в себе строгую норму с вдохновенной спонтанности. Его новации, связанные с совершенствованием устава, были понятны и восприняты ведущими мастерами IV ст. Композиции иероглифов Чжун Ю отличала абсолютная естественность.
Стиль Чжун Ю отличал выразительный баланс силы и невесомости пластики рисоки. В почерке Чжун Ю горизонтали перестали прогибаться волной, в чем выражалась преемственность с протостатутом «лишу». Соотношение внутреннего и внешнего пространства знаков стало сбалансированным и равноправным.
Произведение «Хэ Цзе Бяо» 219 года оценивается как наиболее показательная для стиля Чжуна Ю. В удлиненных формах горизонталей и откидных чертах еще чувствуется связь с почерком «лишу». Расстановка столбцов просторная, в расположении знаков отсутствует однообразие. Композиция знаков естественная, несмотря на общую регулярность. Пластика движения кисти разнообразна: есть ускорение, замедление, а в остановках чувствуется внутренняя динамика.
Чжун Ю написал тракт «Размышления о энергопотоки кисти» (Бишилунь), из которого не сохранились даже фрагменты. Сохранилась небольшая подборка высказываний Чжун Юя «Методы работы кистью» (Юнбифа).